# 69
Aquesta pàgina és per a l'any. Per al nombre, vegeu seixanta-nou.
|  | Per a altres significats, vegeu «69 (desambiguació)». |

## Esdeveniments
Països Catalans
- Ègara (Terrassa), i Ebussus (Eivissa) esdevenen municipi romà. Dret concedit per Vespasià.

Món
- Any dels quatre emperadors. En aquest any hi hagué quatre emperadors romans successivament: 
  - Servi Sulpici Galba (des del 8 de juny de l'any 68 al 15 de gener de l'any 69).
  - Marc Salvi Otó (des del 15 de gener de l'any 69 al 16 d'abril de l'any 69).
  - Aule Vitel·li (des del 2 de gener de l'any 69 al 20 de desembre de l'any 69).
  - Titus Flavi Vespasià (des de l'1 de juliol de l'any 69 al 24 de juny de l'any 79). El 22 de desembre, amb la mort d'Aule Vitel·li uns dies abans, Titus Flavi Vespasià esdevé emperador romà després que, el mateix any, Tiberi Alexandre, prefecte d'Egipte, el proclamés a Alexandria.

## Necrològiques
- 22 de desembre - Roma (Itàlia): Aule Vitel·li, emperador romà, mort assassinat arran de l'entrada a Roma del general Primus.